# Dalen

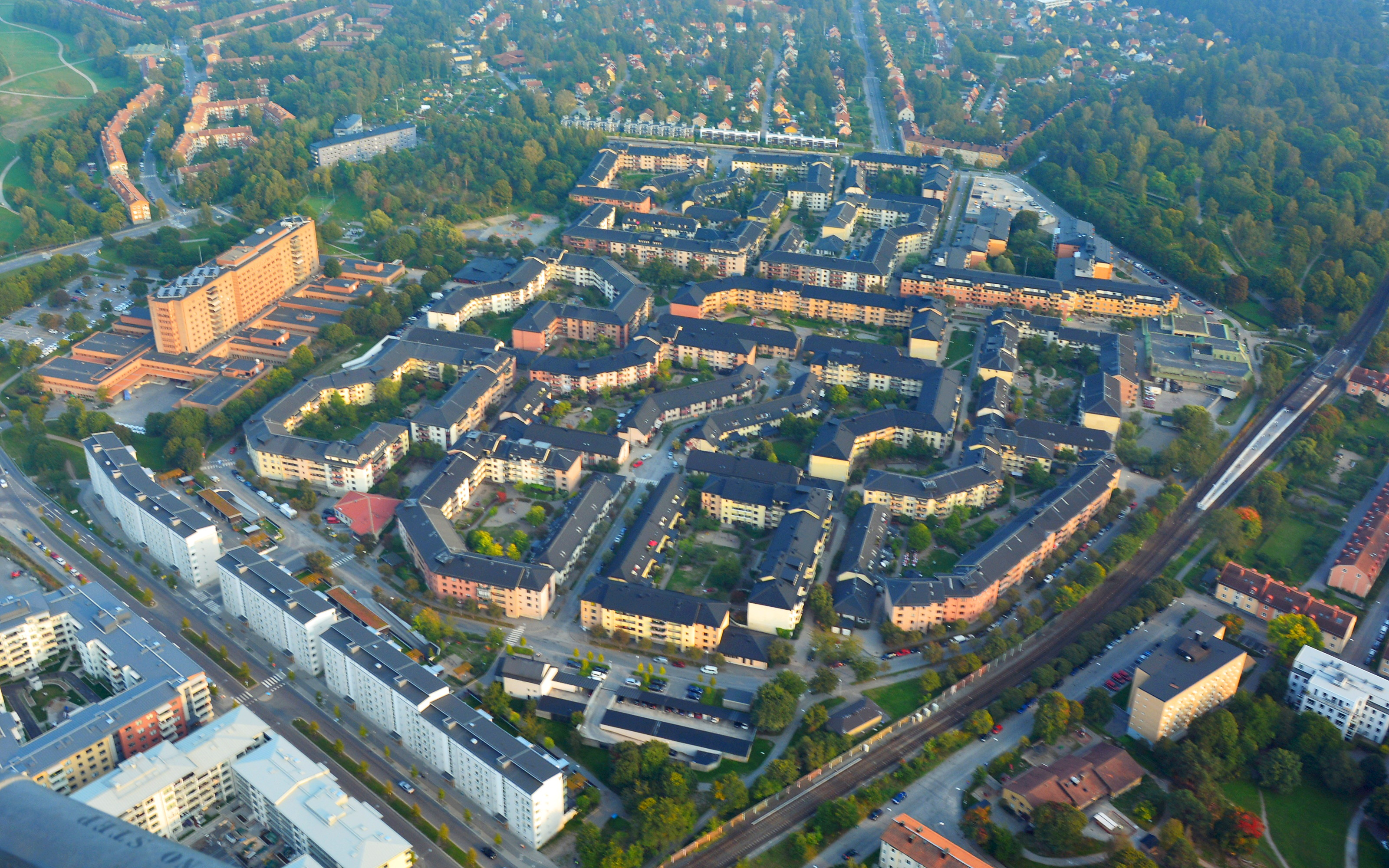
Dalen från nordväst med Dalens sjukhus till vänster och Sandsborgs tunnelbanestation till höger.

Dalen är ett bostadsområde i stadsdelen Gamla Enskede i Söderort i Stockholm. Dalen består av 14 gårdar. Hela området är grönmärkt av Stadsmuseet i Stockholm vilket innebär "särskilt värdefull från historisk, kulturhistorisk, miljömässig eller konstnärlig synpunkt".

## Historia

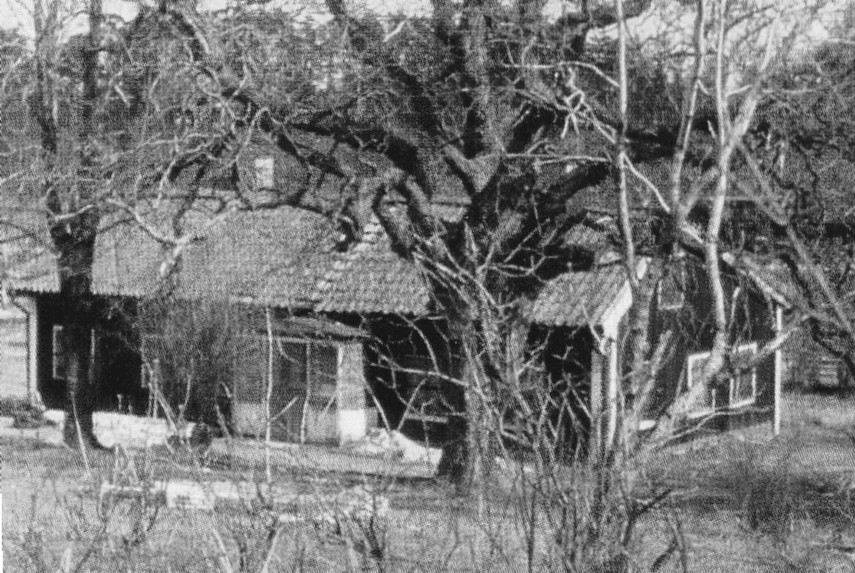
Torpet Dalen på 1960-talet.

Namnet Dalen kommer från ett torp som uppfördes i området på 1700-talet, vid nuvarande Bersågränd, torpet revs 1971. Torpet Dalen tillhörde säteriet Enskede gård. Området var från början främst bevuxet med skog men 1911 anlades Dalens koloniträdgårdar i området.
Dalen röjdes upp i slutet av 1960-talet för att bereda plats för ett nytt sjukhus och 1965 sades samtliga kolonistugor upp. Ambitionen var att bygga det största sjukhuset i norra Europa. Planerna ändrades dock och projektet skrinlades 1970, då landstinget satsade på Huddinge sjukhus istället. Av de stora planerna blev det istället Dalens sjukhus, ett långvårdssjukhus som rymdes på en fjärdedel av området.

## Det moderna Dalen

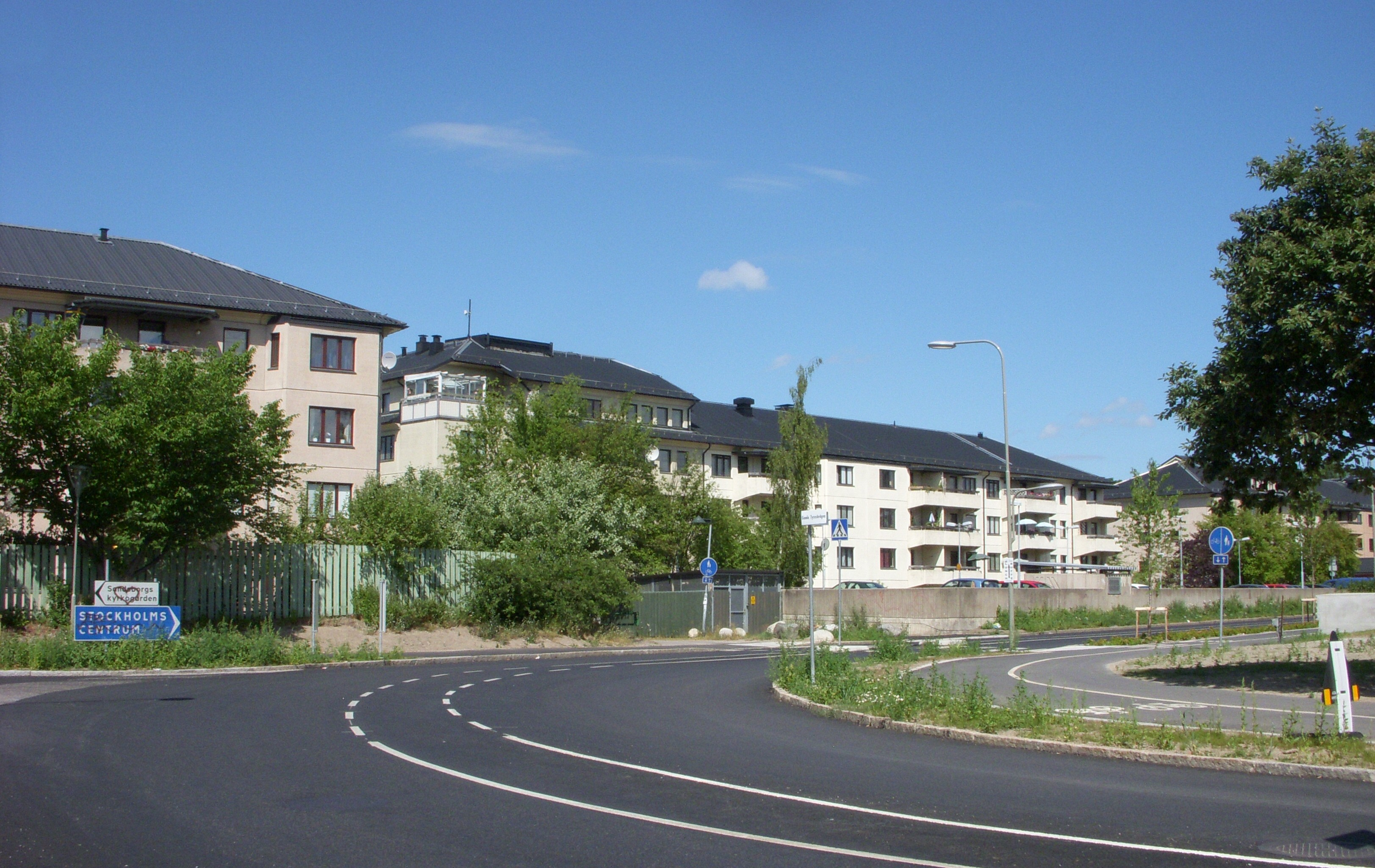
Dalen sedd från sydväst, juli 2010.

Planeringen av nuvarande Dalen påbörjades under hösten 1973 av Stockholms Stadsbyggnadskontor genom arkitekt Leif Blomquist. Svenska Bostäder fick markanvisningen och Dalen började byggas 1979 och var färdigbyggt 1982. Bostäderna anlades på det före detta koloniområdet som brändes upp 1969 i samband med planerna på storsjukhuset, 42 stugor finns fortfarande kvar i utkanten av området.
I området finns Dalens Centrum med det sedvanliga utbudet av butiker samt simhall, bibliotek och ett servicehem. Dalens sjukhus med servicehemmet ligger i östra utkanten av området.
I början av 2000-talet uppförde Svenska bostäder 170 nya hyresrätter som numera begränsar Dalen mot norr och Sofielundsvägen nära tunnelbanestationen Blåsut. Inflyttningen skedde år 2009. 
Söder om Dalens område ligger Kvarteret Barnmorskan, som är ett nybildat kvarter.  Barnmorskan 1 och 2 anlades mellan Åstorpsringen och Dalgårdsvägen, inte långt från Gamla Tyresövägen. På fastigheten uppfördes åren 2008–2010 ett bostadsområde bestående av 22 radhus som uppmärksammas genom sin kontrastrika färgsättning med svarta och vita fasader.
Mellan 2009 och 2010 ombildades större delen av de 14 gårdarna i Dalen till bostadsrättsföreningar. Ekgården ombildades redan i början av 2000-talet så idag finns det totalt 10 bostadsrättsföreningar i Dalen.
Hälsoproblem dokumenterades tidigare i bostadsområdet Dalen i Stockholm. Kaseinhaltiga flytspackel (som användes under åren 1975–1984) hade använts vid byggnation vilket har lett till att höga halter av ammoniak uppmättes. Även 2-etylhexanol fanns i inomhusluften. Samtliga 1 500 lägenheter i området har därefter sanerats. När mattorna och flytspacklet bilats bort låg den kemiska emissionsnivån på cirka 80 procent av den tidigare nivån. För att ”stänga inne” emissionerna har man toppat golvet med ett skikt av epoxi. Saneringen har kostat 100 miljoner kronor.

## Kommunikationer
I nära anslutning till Dalen ligger tunnelbanestationerna Sandsborg och Blåsut. Stationerna trafikeras av tunnelbanans gröna linje. Restiden från Sandsborg till T-centralen är ca 14 minuter och från Blåsut till T-centralen är restiden ca 12 minuter.

## Bilder

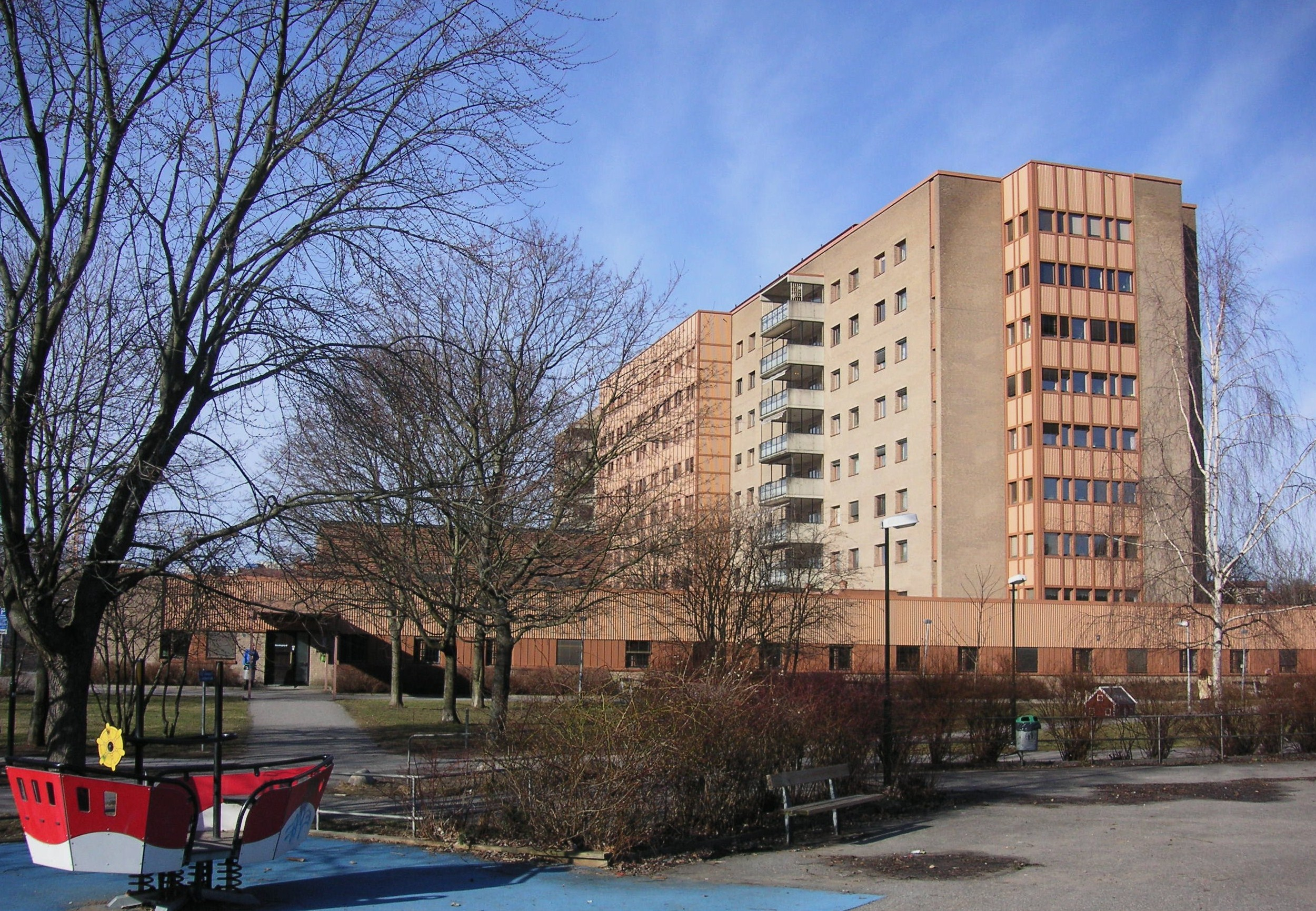
Dalens sjukhus
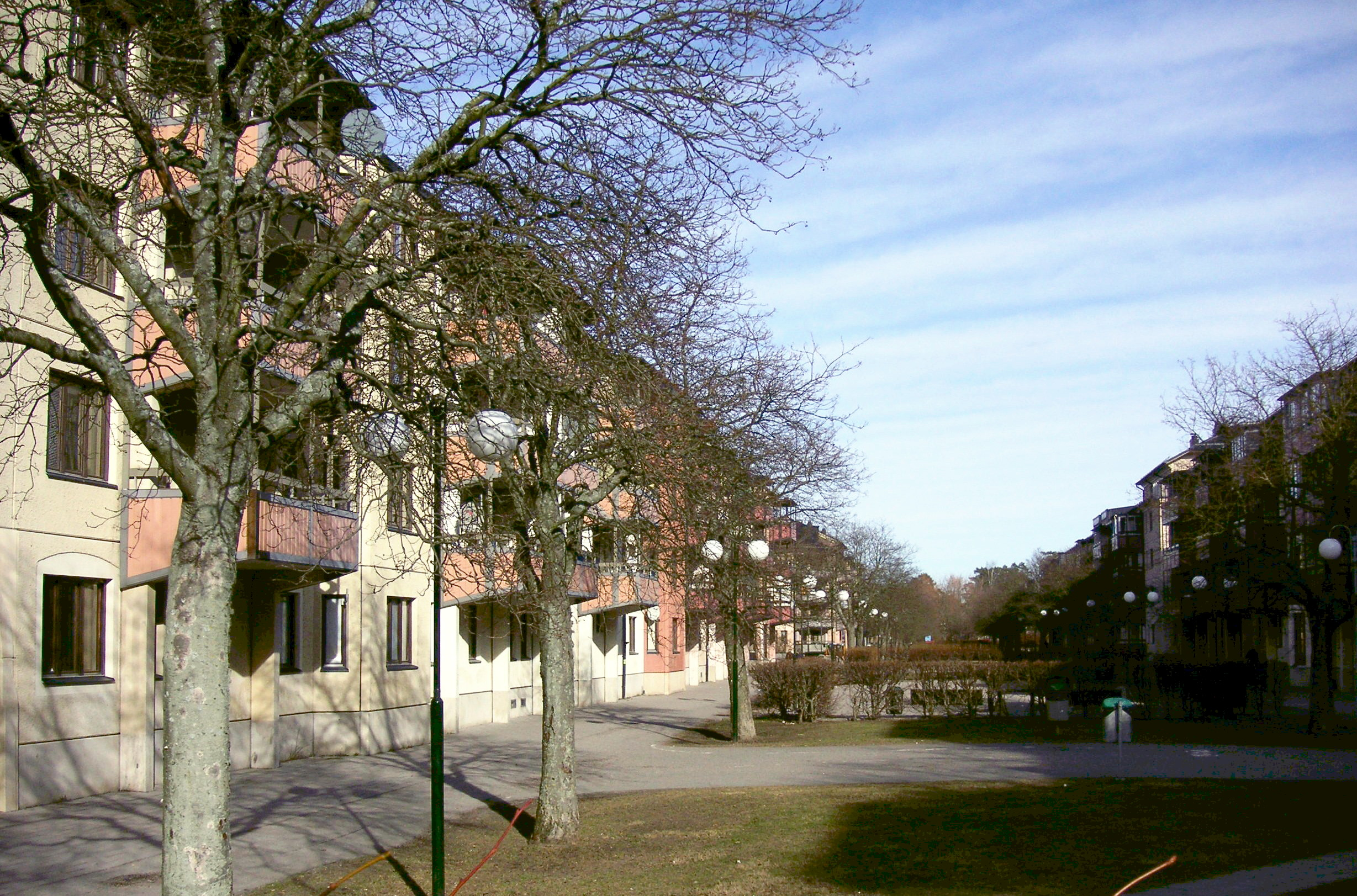
Dalens Allé
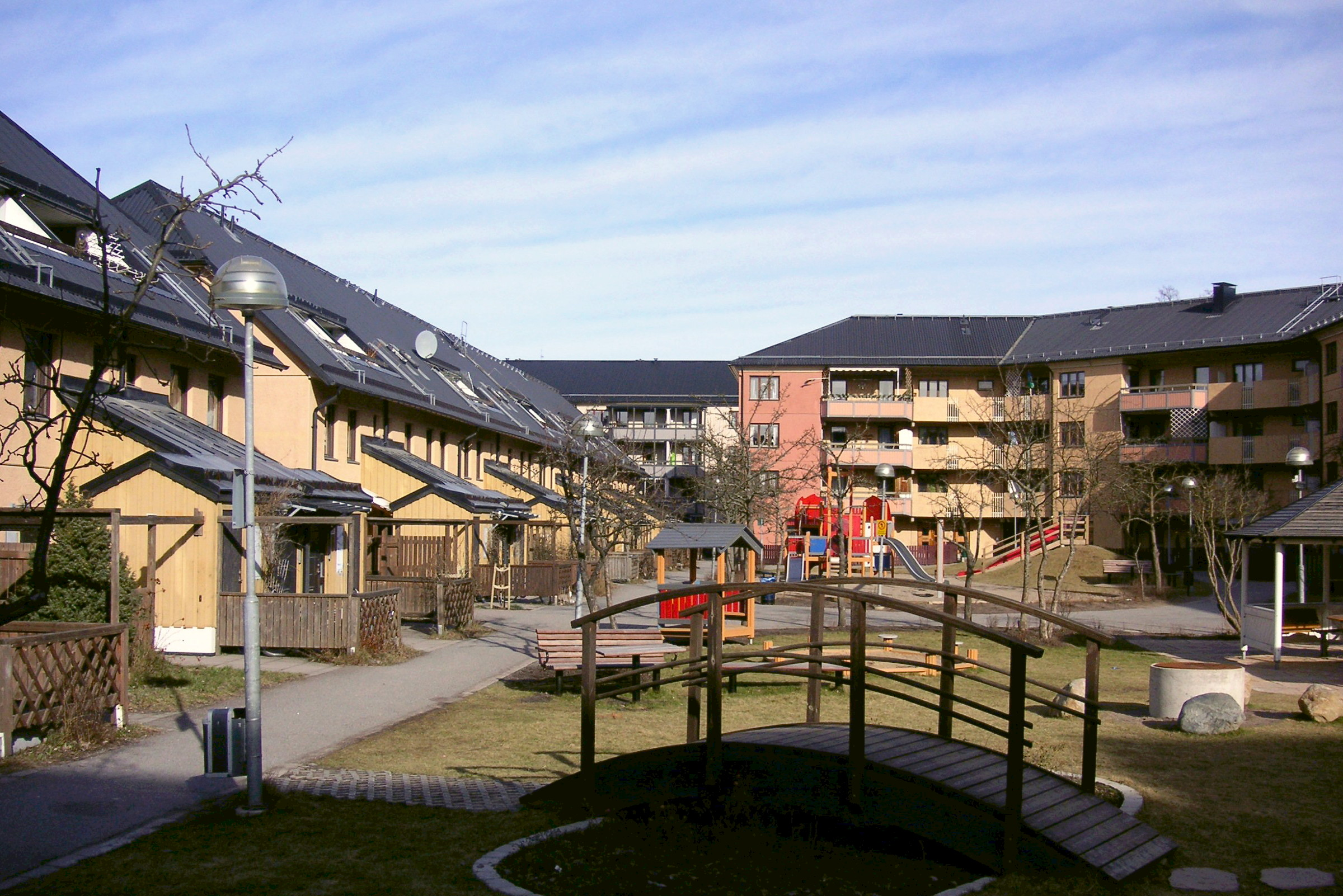
Pärongården
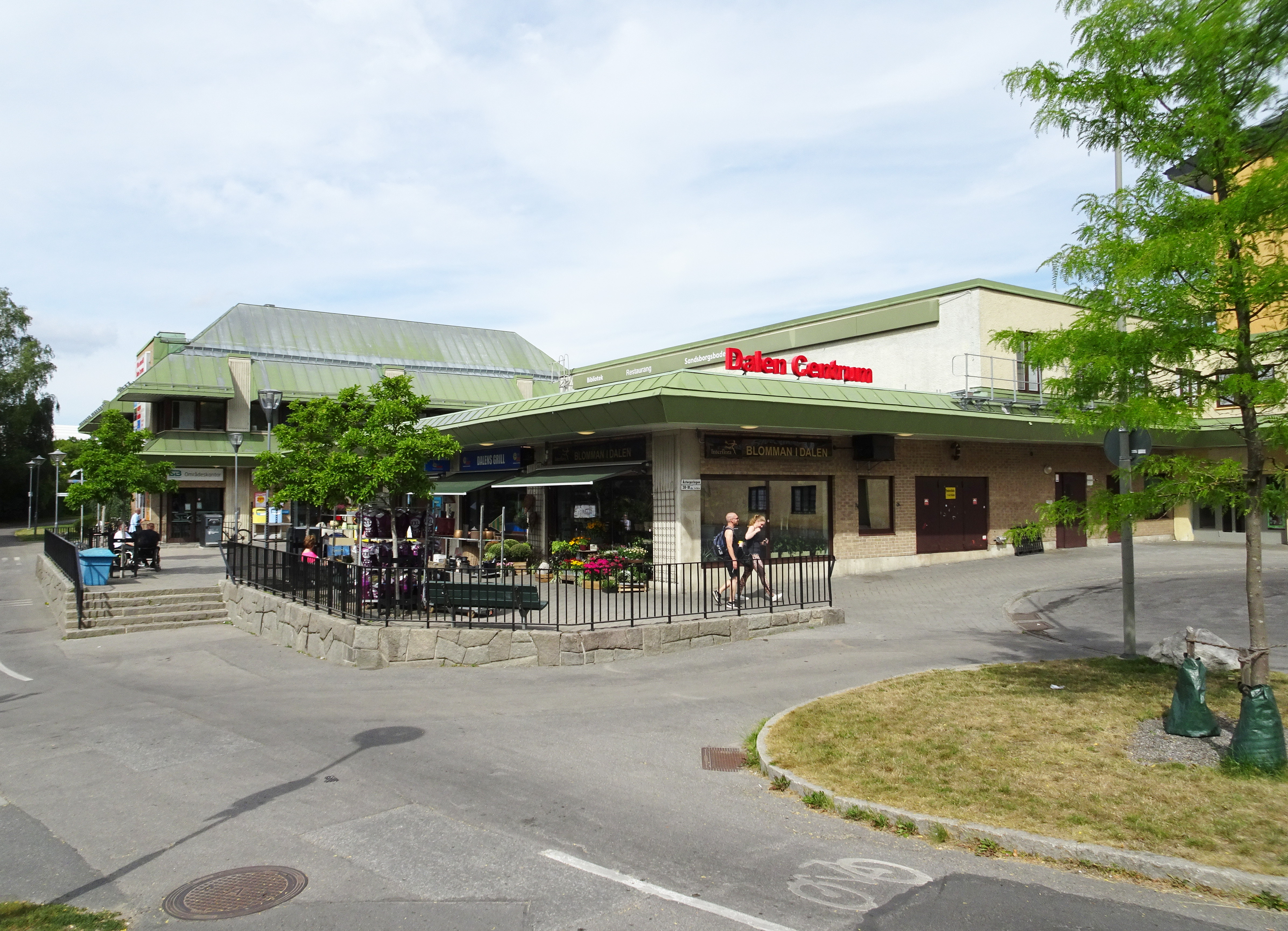
Dalens centrum
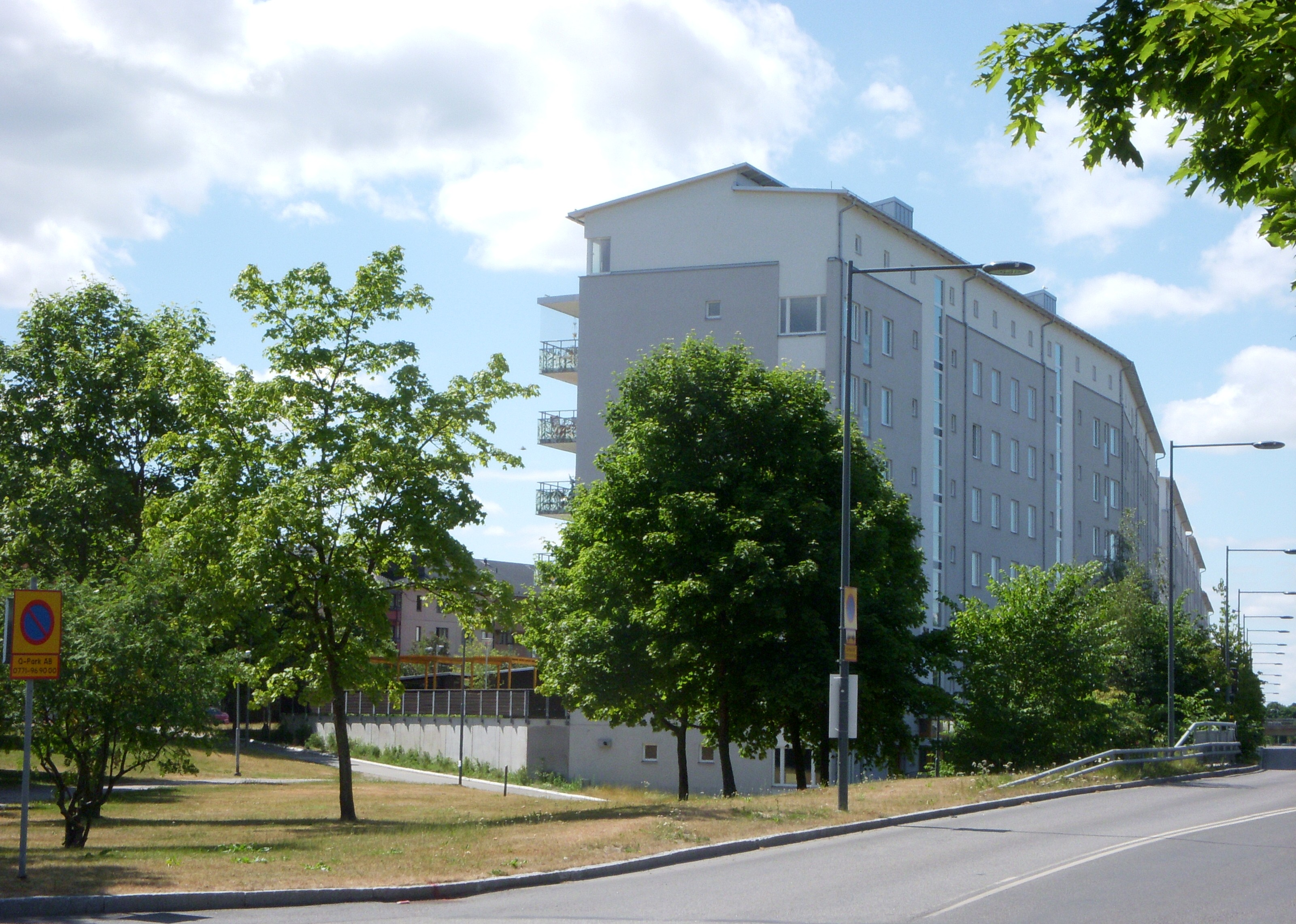
Nya bostäder mot norr